# داريل فروست
داريل فروست (بالإنجليزية: Darrel Frost)‏ هو عالم زواحف وباحث أمريكي، ولد في 1951.